# Prátná
Prátná je osada obce Vilémov v okrese Olomouc. Nachází se asi 12 km jihozápadně od Litovle a asi 25 km severozápadně od centra Olomouce. Nachází se zde socha Panny Marie a autobusová zastávka Na Prátné.
Osadou prochází silnice III/37315. Je zde registrováno šest čísel popisných: 58, 85, 98, 100, 127 a 149. Nedaleko pramení řeka Blata, která protéká nedalekým rybníkem Vilémov.